# Китайський Тайбей на зимових Олімпійських іграх 2018
Китайський Тайбей на зимових Олімпійських іграх 2018, що проходили з 9 по 25 лютого 2018 у Пхьончхані (Південна Корея), була представлена 4 спортсменами в 2 видах спорту — санному спорті та ковзанярстві. Прапороносцем на церемонії відкриття був саночник Лієнь Деань. Тайванські спортсмени не здобули жодної медалі.

## Спортсмени
| Вид спорту          | Чоловіки | Жінки | Всього |
| ------------------- | -------- | ----- | ------ |
| Санний спорт        | 1        | 0     | 1      |
| Ковзанярський спорт | 2        | 1     | 3      |
| Всього              | 3        | 1     | 4      |

## Ковзанярський спорт
| Спортсмен  | Дисципліна       | Заїзд   | Заїзд |
| Спортсмен  | Дисципліна       | Час     | Місце |
| ---------- | ---------------- | ------- | ----- |
| Сун Цін'ян | 500 м, чоловіки  | 35.86   | 34    |
| Тай Вільям | 1500 м, чоловіки | 1:50.63 | 34    |
| Гуан Ютін  | 500 м, жінки     | 38.98   | 22    |
| Гуан Ютін  | 1000 м, жінки    | 1:16.44 | 20    |
| Гуан Ютін  | 1500 м, жінки    | 2:18.84 | 26    |

## Санний спорт
| Спортсмен   | Дисципліна                | 1-й заїзд | 1-й заїзд | 2-й заїзд | 2-й заїзд | 3-й заїзд | 3-й заїзд | 4-й заїзд  | 4-й заїзд  | Загалом  | Загалом |
| Спортсмен   | Дисципліна                | Час       | Місце     | Час       | Місце     | Час       | Місце     | Час        | Місце      | Час      | Місце   |
| ----------- | ------------------------- | --------- | --------- | --------- | --------- | --------- | --------- | ---------- | ---------- | -------- | ------- |
| Лієнь Деань | одномісні сани (чоловіки) | 52.121    | 39        | 51.472    | 39        | 50.545    | 40        | фальшстарт | фальшстарт | 2:34.138 | 38      |